# Сверхсилы (Родина)
«Сверхсилы» (англ. «Super Powers») — третий эпизод пятого сезона американского драматического телесериала «Родина», и 51-й во всём сериале. Премьера состоялась на канале Showtime 18 октября 2015 года.

## Сюжет
Кэрри Мэтисон (Клэр Дэйнс) и Йонас (Александр Фелинг) уходят в уединённый домик. Чтобы понять, кто пытается убить её, Кэрри решает временно перестать пользоваться своими лекарствами от биполярного расстройства, чувствуя, что её ум лучше соображает без них. Когда они расследуют прошлое Кэрри, Йонас сталкивается с осознанием того, что действиями, уполномоченными Кэрри, были убиты 167 гражданских лиц в Кабуле, что приводит к спору. Йонас оставляет Кэрри одну на ночь, во время которой Кэрри напивается.
Сол Беренсон (Мэнди Патинкин) встречается с Отто Дюрингом (Себастьян Кох), чтобы спросить о нынешнем местонахождении Кэрри, но он не получает никаких ответов. Сол затем сообщает Эллисон (Миранда Отто) новость о том, что она останется шефом станции в Берлине, несмотря на требования БНД. Последующая сцена показывает, что Сол и Эллисон сложили сексуальные отношения после недавнего развода Сола.
Чтобы определить местонахождение Кэрри, Питер Куинн (Руперт Френд) похищает сына Йонаса и оставляет его связанным в фургоне в том месте, где его в конечном счёте найдут, планируя выследить последующий телефонный звонок, чтобы предупредить Йонаса.
Нуман (Атир Адель) вступает в контакт с Лорой Саттон (Сара Соколович) и пытается передать ей оставшиеся документы ЦРУ, но когда Лора позже загружает флешку в компьютер, она ничего не находит. Нуман встречен с неприязнью, когда он рассказывает своему приятелю хакеру Корзенику (Свен Шелкер), что он отдал Лоре всё. Корзеник, поменяв флешки и теперь находящийся в распоряжении документов, предлагает продать их русскому дипломату, который часто заходит в бордель.
Когда Йонас возвращается утром, он находит Кэрри, которая бессвязно говорит, и он заставляет её принять лекарства. Йонас получает звонок от бывшей жены, которая сообщает о том, что её сын пропал. Кэрри опасается, что может быть уловкой, организованной её будущим убийцей. Йонас уходит, в то время как Кэрри прячется в близлежащем лесу, вооружившись ружьём. После наступления ночи, Куинн прибывает и ему в спину стреляет Кэрри. Куинн, не став недееспособным, так как он носил бронежилет, нападает на Кэрри сбоку, хватает её сзади и душит её до потери сознания.

## Производство
Режиссёром эпизода стал Кит Гордон, а сценаристами стали исполнительные продюсеры Алекс Ганса и Мередит Стим.

## Реакция

### Рецензии
Но основе 9 положительных отзывов из 11, эпизод получил рейтинг 82%, со средним рейтингом 7.6 из 10 на сайте Rotten Tomatoes. Консенсус сайта гласит: «Кэрри в муках безумия в "Суперсилах", и в результате получается интенсивный взнос, который возвращает нас к лучшим участкам „Родины“, при этом обещая новые интригующие морщинки.»
Скотт Коллура из IGN дал эпизоду оценку 8.3 из 10, похвалив выступление Клэр Дэйнс как достойное наград, и отметив, как эффективно эпизод исследовал то, как былые подвиги Кэрри влияют на неё сейчас.
Бен Трэверс из «IndieWire» дал эпизоду оценку 'B+', описав изображение Кэрри Мэтисон от Дэйнс «правдоподобным не только в качестве подлинного человека, но и в качестве сломанной машины для убийств, пытающейся сложить детали вместе для лучшей цели.»

### Рейтинги
Во время оригинального показа, эпизод посмотрели 1.11 миллионов зрителей, снизившись по сравнению с аудиторией прошлой недели, которая составляла 1.40 миллионов зрителей.